# Apanteles insularis
Apanteles insularis är en stekelart som beskrevs av Muesebeck 1921. Apanteles insularis ingår i släktet Apanteles och familjen bracksteklar. Inga underarter finns listade i Catalogue of Life.